# Астрономов сан
Астрономов сан (фр. La Lune à un mètre; досл. Месец на један метар) француски је црно-бели неми научнофантастични хорор филм из 1898. године, редитеља и продуцента Жоржа Мелијеса, који уједно тумачи и једну од главних улога. Поред њега у филму се појављује и Жехан Д'алси. Радња прати астронома, који заспива у својој опсерваторији, и сања да се глобус претвара у велико чудовиште, налик Сунцу, које га прождире.
Филм се налази под редним бројем 160—162 у каталогу Мелијесове издавачке куће Star Film Company. Базиран је на Мелијесовој представи и делови сценографије из представе искоришћени су и у филму. Када је 1899. почео да се приказује у САД, наслов је промењен у Пут на Месец, па се често меша са познатим Мелијсеовим класиком из 1902, који носи исти наслов.

## Радња
Мађионичар улази на позорницу са својом помоћницом. На под поставља дволисницу новина, чиме показује да се на поду не крије тајни пролаз. Затим на новине ставља столицу, на коју седа помоћница. Маћионичар преко ње рашири чаршав и када га склони она нестаје. Након тога рашири чаршав преко столице и уместо ње се појављује људски костур. Када понови исти трик, уместо костура се поново појављује жена.

## Улоге
- Жорж Мелијес као мађионичар
- Жехан Д'алси као дама